# Вашингтон (округ, Джорджія)
Шаблон:StateAbbr_ 32°58′ пн. ш. 82°47′ зх. д. / 32.97° пн. ш. 82.79° зх. д.
Округ Вашингтон (англ. Washington County) — округ (графство) у штаті Джорджія, США. Ідентифікатор округу 13303.

## Історія
Округ утворений 1784 року.

## Демографія
За даними перепису
2000 року
загальне населення округу становило 21176 осіб, зокрема міського населення було 7111, а сільського — 14065.
Серед мешканців округу чоловіків було 9508, а жінок — 11668. В окрузі було 7435 домогосподарств, 5384 родин, які мешкали в 8327 будинках.
Середній розмір родини становив 3,17.
Віковий розподіл населення поданий у таблиці:
| Стать    | До 15 років | 15-21 | 22-29 | 30-39 | 40-49 | 50-65 | 65-85 | Понад 85 |
| -------- | ----------- | ----- | ----- | ----- | ----- | ----- | ----- | -------- |
| Чоловіки | 2339        | 1124  | 873   | 1378  | 1384  | 1420  | 876   | 114      |
| Жінки    | 2317        | 1096  | 1138  | 1935  | 1879  | 1622  | 1377  | 304      |

## Суміжні округи
- Ґлескок — північний схід
- Джефферсон — схід
- Джонсон — південь
- Вілкінсон — південний захід
- Болдвін — захід
- Генкок — північний захід

## Виноски
1. ↑  U.S. Decennial Census. United States Census Bureau. Архів оригіналу за 19 липня 2018. Процитовано 27 червня 2014.
2. ↑  Historical Census Browser. University of Virginia Library. Архів оригіналу за 11 серпня 2012. Процитовано 27 червня 2014.
3. ↑  Population of Counties by Decennial Census: 1900 to 1990. United States Census Bureau. Архів оригіналу за 2 лютого 2019. Процитовано 27 червня 2014.
4. ↑  Census 2000 PHC-T-4. Ranking Tables for Counties: 1990 and 2000 (PDF). United States Census Bureau. Архів оригіналу (PDF) за 18 грудня 2014. Процитовано 27 червня 2014.
5. ↑  State & County QuickFacts. United States Census Bureau. Архів оригіналу за 5 вересня 2015. Процитовано 27 червня 2014.(англ.) Наведено за англійською вікіпедією.
6. ↑  American FactFinder. Бюро перепису населення США. Архів оригіналу за 26 лютого 2012. Процитовано 31 січня 2008.

| США | Це незавершена стаття з географії США. Ви можете допомогти проєкту, виправивши або дописавши її. |